# Siège de Faro (1249)
Reconquista
Le siège de Faro a lieu lorsque les forces portugaises, sous le commandement du roi Alphonse III de Portugal, capturent la ville de Faro, en 1249, des mains de la Taïfa de Niebla. L'événement marque la fin de la Reconquista portugaise dans la Péninsule Ibérique.
La prise se déroule dans le contexte de la conquête progressive des villes de la vallée du Guadiana et de la partie orientale de l'Algarve par Ibn-Mahfuz, seigneur de la Taïfa de Niebla et dernier représentant du pouvoir musulman dans l'ouest d'Al-Andalus. Les reconquêtes chrétiennes de Mértola, Tavira, Ayamonte, Cacela et la chute de Séville en 1248, laissent Ibn- Mahfuz complètement isolé et il n'a d'autre choix que de se réconcilier avec Ferdinand III de Castille .
La ville de Faro isolée, sans espoir de renforts musulmans, capitule devant une force combative et disciplinée, même si celle-ci est probablement composée d'un petit nombre d'hommes. Cela explique pourquoi les sources musulmanes contemporaines font référence à l'événement comme à une ville « livrée » au roi de Portugal .
La ville est prise en mars 1249, comme en témoigne l'acte de donation par le roi de certaines maisons de Santarém au seigneur João Peres de Aboim, signé à Faro ce mois-là, alors qu'en février de la même année, le roi est documenté comme étant à Ourém . La prise des villages voisins d'Albufeira, Porches et quelques autres petites localités suivent rapidement la même année .
Il est probable que le roi Alphonse III lui-même prenne part à la campagne contre la ville, quoique discrètement, tout comme le maître de l'Ordre de Santiago, le seigneur Paio Peres Correia. En l'occurrence, comme lors de la conquête du reste de l'Algarve, on peut observer selon certains auteurs l'absence des membres des principales familles du Portugal, ceux qui participent à la capture de Faro étant pour la plupart des seconds-nés et des enfants bâtards de la noblesse, reflétant l'importance des actes militaires pour ceux qui ne peuvent pas attendre grand-chose de leur héritage. Certains d'entre eux sont grassement récompensés, donnant naissance à des familles qui marquent le Portugal à la fin du XIIIe siècle et au siècle suivant.
Les chevaliers des ordres militaires, surtout ceux de l'Ordre de Santiago et de l'Ordre d'Aviz, jouent un rôle important, et parmi les principaux nobles qui participent se trouvent Avigas Loure, son beau-frère le gouverneur de Santarém Martim Dade, le chancelier Estevão Anes et Mem Soares de Melo .
La possession portugaise de l'Algarve est alors contestée par le Royaume de Castille. Le conflit prend fin avec la médiation papale qui permet la signature en 1267 du traité de Badajoz fixant la frontière sur le fleuve Guadiana. Cette frontière entre les deux royaumes est définitivement reconnue lors du Traité d'Alcañices signé en 1297 .